# Pavel Košťál
Pavel Košťál (* 17. září 1980, Hradec Králové, Československo) je český fotbalový obránce, momentálně působící v klubu FK Pěnčín. Nastupuje na pozici stopera. Mimo Česko působil na klubové úrovni v Rakousku, Německu a na Slovensku. Jeho fotbalovým vzorem je bývalý italský obránce Alessandro Nesta.

## Klubová kariéra
Svoji fotbalovou kariéru odstartoval v Sokolu Praskačka, ale již v průběhu mládeže jeho kroky vedly do týmu SK Hradec Králové. Po roce stráveném v A-mužstvu "Votroků" přestoupil v červenci 2002 do Baníku Most. V zimním přestupovém období sezony 2003/04 odešel do Slovanu Liberec, se kterým si zahrál Ligu mistrů UEFA a Pohár UEFA. Na jaře 2006 se Slovanem získal ligový primát. V létě 2008 o něj stála Sparta Praha, ale z transferu sešlo.
V létě 2009 zamířil poprvé do zahraničí, upsal se rakouskému klubu SC Wiener Neustadt, kde působil dva roky. Poté odešel do Německa, konkrétně do týmu nováčka druhé Bundesligy FC Hansa Rostock. V sezoně 2012/13 byl z důvodu zranění bez angažmá a v říjnu 2013 se vrátil do Česka. Stal se novou posilou prvoligové Zbrojovky Brno. Po třech letech v Brně (po vypršení smlouvy) odešel na Slovensko a podepsal v červnu 2016 smlouvu s klubem FK Senica, 10. týmem sezóny 2015/16 Fortuna ligy. V Senici se krátce po svém příchodu stal kapitánem mužstva. V srpnu 2016 odešel na hostování do klubu tehdejšího nováčka nejvyšší české soutěže MFK Karviná.